# Rhinocéros blanc
Ceratotherium simum
Espèce
Répartition géographique
- Ceratotherium simum cottoni
- Ceratotherium simum simum

Statut de conservation UICN

 NT   : Quasi menacé
Statut CITES

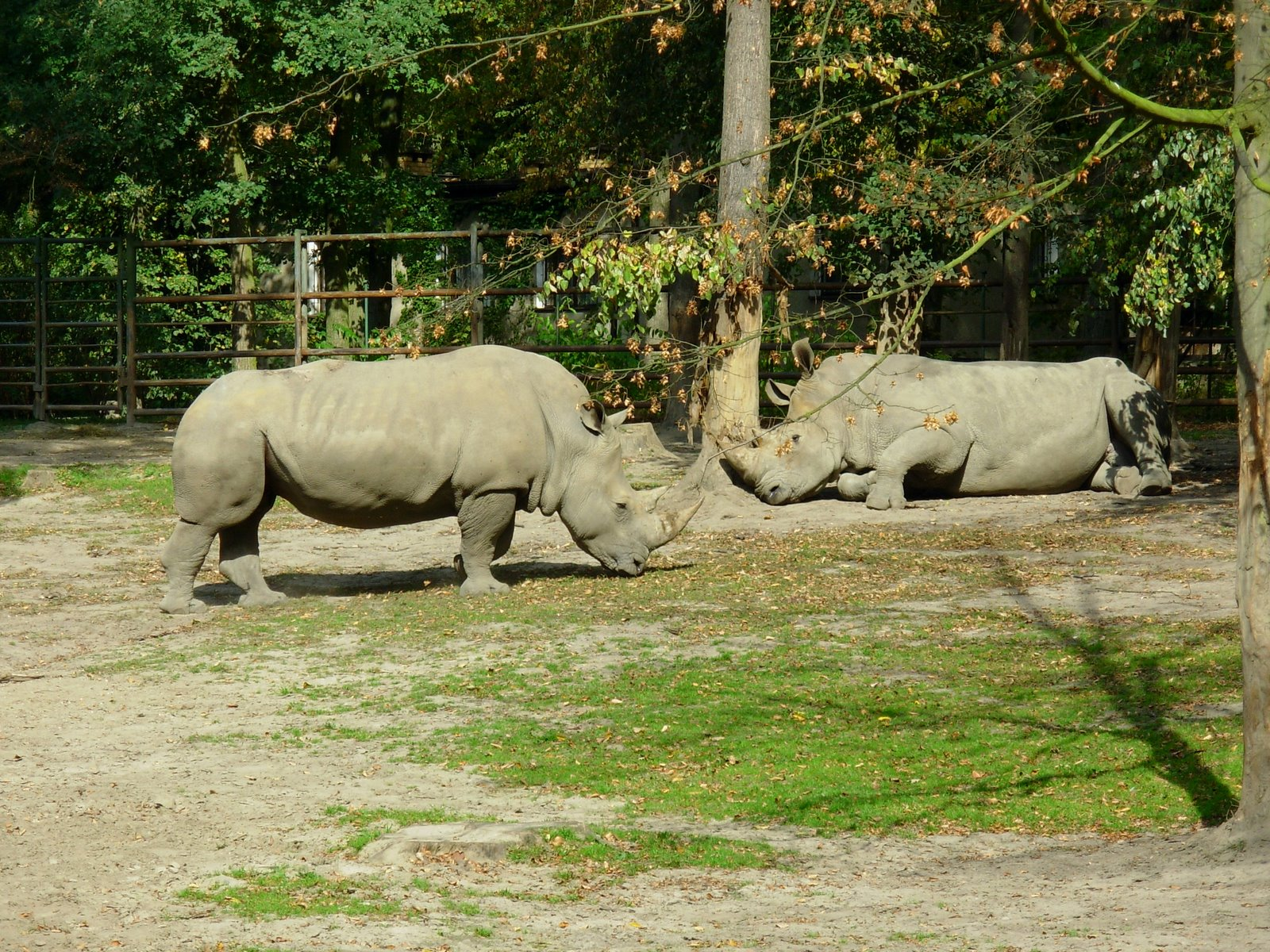
Ceratotherium simum du Nouveau Zoo de Poznań.

Le Rhinocéros blanc (Ceratotherium simum) est la seule espèce actuelle du genre Ceratotherium, l'un des quatre genres de rhinocéros.
Sudan, le dernier individu mâle de la sous-espèce C. s. cottoni, le « Rhinocéros blanc du Nord », est mort le 19 mars 2018. Deux femelles, Najin et sa fille Fatu, sont encore en vie. La sous-espèce nominale C. s. simum, le « Rhinocéros blanc du Sud », compte entre 18 000 et 20 000 individus en 2021.

## Taxonomie et dénomination

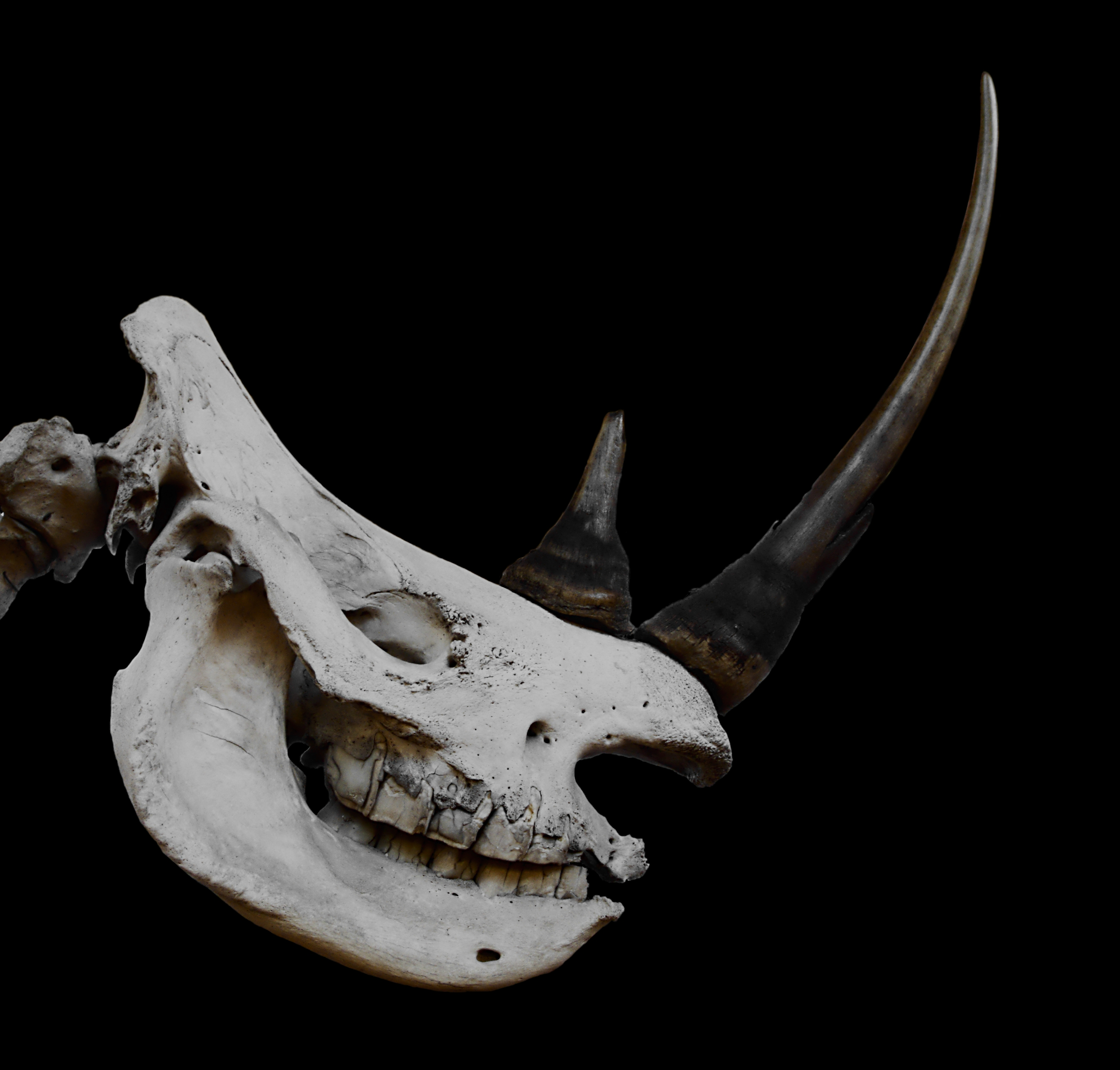
Crâne du squelette d'un spécimen femelle rapporté par l'explorateur Adulphe Delegorgue en 1844. Le squelette fut acquis par le Muséum national d'histoire naturelle, à Paris, et fut exposé de 1846 à 1898 dans les anciennes galeries d'Anatomie (les « galeries de Cuvier »). Depuis 1898 il est exposé à la galerie d'Anatomie comparée du Muséum.

La peau des rhinocéros blancs est de couleur grise, légèrement plus claire que celle des rhinocéros noirs. Une explication fréquente sur l'origine de l'appellation de « rhinocéros blanc » serait une confusion linguistique sur le mot néerlandais wijde (« large » en français) qui décrit la forme de sa lèvre qui le distingue des autres espèces de rhinocéros. Il serait passé en afrikaans sous la forme wit, puis en anglais avec white, qui signifient tous deux « blanc ». L'appellation est reprise en néerlandais, en afrikaans et en français. Les néerlandais parlent de rhinocéros blanc (witte neushoorn) et les Afrikaners parlent de witrenoster. Néanmoins, une analyse de la littérature néerlandaise et afrikaan sur les rhinocéros n'a pu démontrer une utilisation du mot wyd dans leur description.
Le nom binomial de l'espèce est Ceratotherium simum. Le nom de genre fut donné par le zoologiste John Edward Gray en 1868, et il dérive du grec keras (κερας) qui signifie « corne » et therion (θηριον) « bête ». L'appellation de Simum donnée par Burchell en 1817, dérive du terme grec simus (σιμος), qui signifie « au nez plat ».

## Description
Rhinocéros blanc et rhinocéros noir présentent la même coloration grise. La longueur du rhinocéros blanc (hors queue) peut aller jusqu'à 4 m, sa hauteur au garrot est comprise entre 1,60 et 1,90 m et sa masse va de 2 à 3 tonnes, ce qui en fait la plus grande de toutes les espèces de rhinocéros. Il se distingue du rhinocéros noir (Diceros bicornis) par ses grandes oreilles pointues, son museau large et raccourci et une protubérance caractéristique sur le cou. Il s'en distingue aussi par le fait qu'il broute de l'herbe, tandis que le rhinocéros noir se nourrit de feuilles et de jeunes pousses d'arbres ; ainsi les deux espèces peuvent-elles coexister au sein du même écosystème.
L'odorat est chez lui le sens le plus important ; les oreilles et les yeux jouent au contraire un rôle secondaire. Comme le rhinocéros noir, c'est à peine s'il peut reconnaître quelque chose à plus de vingt mètres.[réf. nécessaire]
Sa corne est la plus longue de tous les rhinocéros, elle atteint en moyenne 65 cm (exceptionnellement 1,50 m). Sa fonction principale est de déblayer les obstacles lors de la quête de nourriture.[réf. nécessaire]
Malgré leur apparence, les rhinocéros sont dotés d'une musculature impressionnante, qui leur permet de courir très vite si nécessaire, jusqu'à 50 km/h pour les plus rapides. Très agiles, ils peuvent aussi faire volte-face en pleine course,.

## Localisation géographique
Le rhinocéros blanc se rencontre dans les savanes africaines sous deux sous-espèces :
- Le rhinocéros blanc du Sud (Ceratotherium simum simum). Autrefois, il vivait dans une ceinture allant de l'Angola et de la Namibie au Mozambique et au KwaZulu-Natal en passant par le Zimbabwe et le Botswana. Aujourd'hui, on le rencontre dans de nombreuses réserves d'Afrique du Sud. En 2005, il y en aurait 11 320 dans la nature, et 740 en captivité (où il se reproduit)[6].
- Le rhinocéros blanc du Nord (Ceratotherium simum cottoni) était répandu au Congo et en Ouganda jusqu'au Tchad et au Soudan. Dans l'Antiquité les Égyptiens le trouvaient encore à l'état sauvage dans la vallée du Nil. Au début des années 2000, il est probable qu'il n'en restait même pas 25 individus dans le parc national de la Garamba en République démocratique du Congo (ex-Zaïre), la sous-espèce est même probablement éteinte à l'état naturel à l'heure actuelle. En novembre 2011 lors d'une mise à jour du statut des espèces, l'UICN l'a classée parmi les espèces espèce en danger critique d'extinction (CR). On en trouve encore Ol Pejeta Conservacy au Kenya (trois individus), au zoo de Dvur Králové en République tchèque (un individu) et récemment au parc d'animaux sauvages de San Diego en Californie une femelle qui a été euthanasiée[7]. Malheureusement ils se reproduisent difficilement en captivité : depuis 1995 une seule naissance a eu lieu, celle d'une femelle à Dvur Králové. En octobre 2014 le dernier mâle connu en âge de procréer est mort[8].
Fin 2014 en deux mois, la population mondiale des rhinocéros blancs du nord a encore perdu un tiers de son effectif relictuel. Il en resterait deux en zoo et trois dans une réserve au Kenya (où ils ont été transférés en 2009 depuis la République tchèque dans l'espoir d'une reproduction (naturelle, ou par fécondation in vitro), "dernière chance de survie" pour la sous-espèce[9].

En 2018 le dernier mâle de la sous-espèce est mort, âgé de 45 ans, dans la réserve d'Ol Pejeta. Les scientifiques disposent d'échantillons de sperme de quatre mâles et ont lancé un programme de reproduction en utilisant les techniques de fécondation in-vitro sur les deux dernières femelles de la réserve.

## Comportement et reproduction
Herbivore, le rhinocéros blanc préfère les endroits où il trouve de l'herbe et des petites broussailles. La lèvre inférieure possède un bord corné qui remplace les incisives manquantes et l'aide à brouter. Généralement il est actif au crépuscule; et dort pendant la journée. Les oiseaux pique-bœufs le débarrassent de ses parasites.
Les rhinocéros blancs n'ont pas un comportement aussi solitaire que les autres espèces de rhinocéros. Cependant, les mâles plus âgés vivent en solitaires dans un domaine de 1 à 8 km2, qu'ils défendent contre les autres mâles et dont ils surveillent continuellement les limites en les marquant avec leurs déjections et leur urine ; ils frottent également leur corps et leurs cornes contre les arbres et les grands rochers. Cependant les batailles sérieuses sont rares et ont lieu tout au plus pour se disputer les faveurs d'une femelle. Dans leur domaine d'ailleurs ils tolèrent souvent les jeunes et les femelles. L'accouplement ne se produit pas à une période déterminée de l'année mais quand les femelles ont fini d'élever leur petit, ce qui se produit tous les quatre ou cinq ans. La gestation dure à peu près dix-sept mois et la femelle met généralement bas un seul petit, rarement deux.

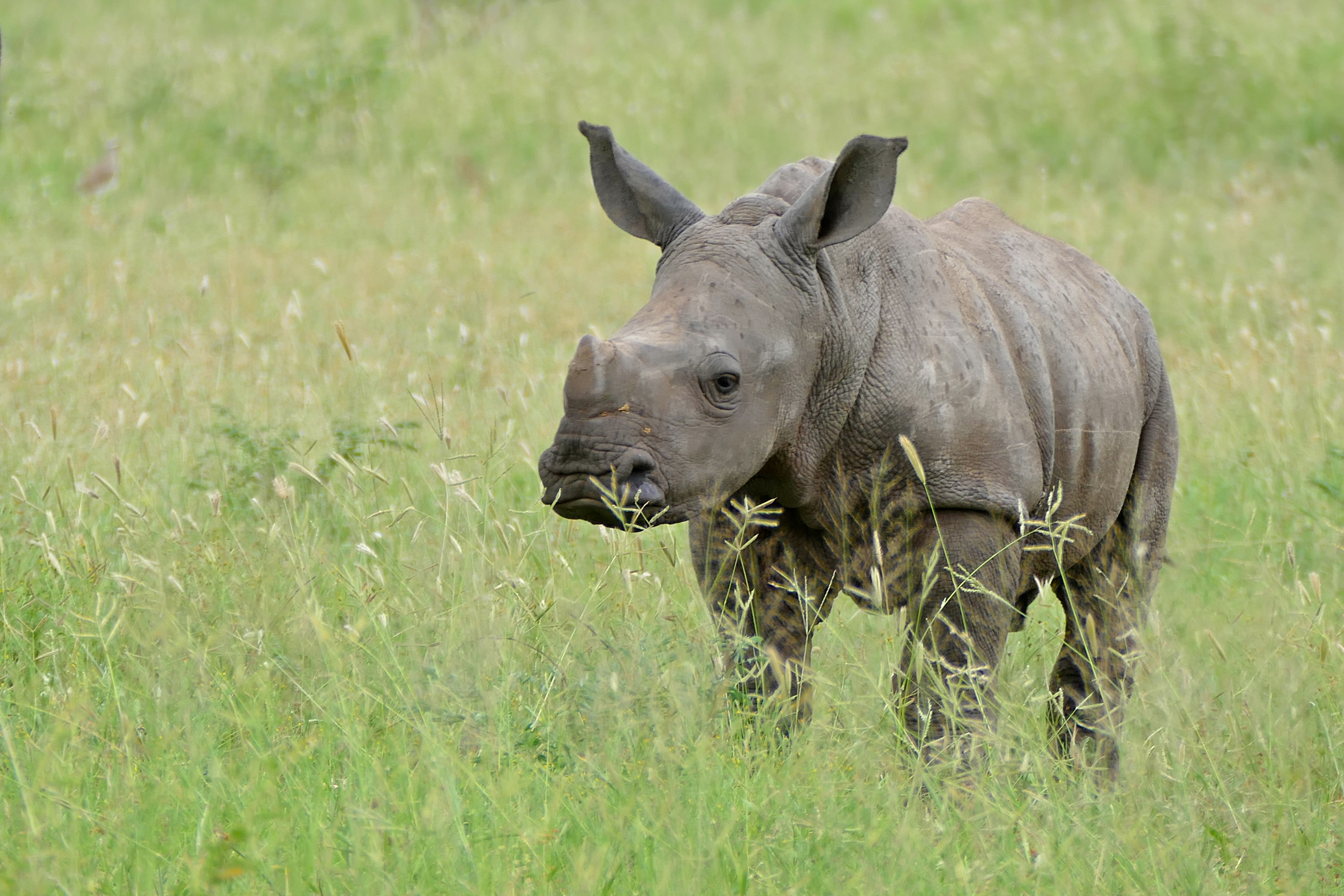
Petit rhinocéros blanc.

Les jeunes se réunissent en groupes provisoires et se déplacent parfois avec les femelles, si elles n'ont pas encore de petits, mais normalement ces dernières en ont un avec elles. La gestation dure 16 mois, ensuite naît un petit, dépourvu de cornes, d'environ 40 kg, qui se déplace toujours devant la mère. Bien que dès deux mois il puisse commencer à brouter, elle l'allaite pendant environ un an puis le chasse à la naissance d'un nouveau. À cinq ans, les rhinocéros blancs atteignent leur maturité sexuelle ; c'est à cet âge que les femelles commencent à s'accoupler, mais c'est seulement à plus de dix ans que les jeunes mâles sont devenus assez forts pour s'imposer contre les mâles plus âgés et conquérir à leur tour des femelles.

## L'Homme et les rhinocéros blancs

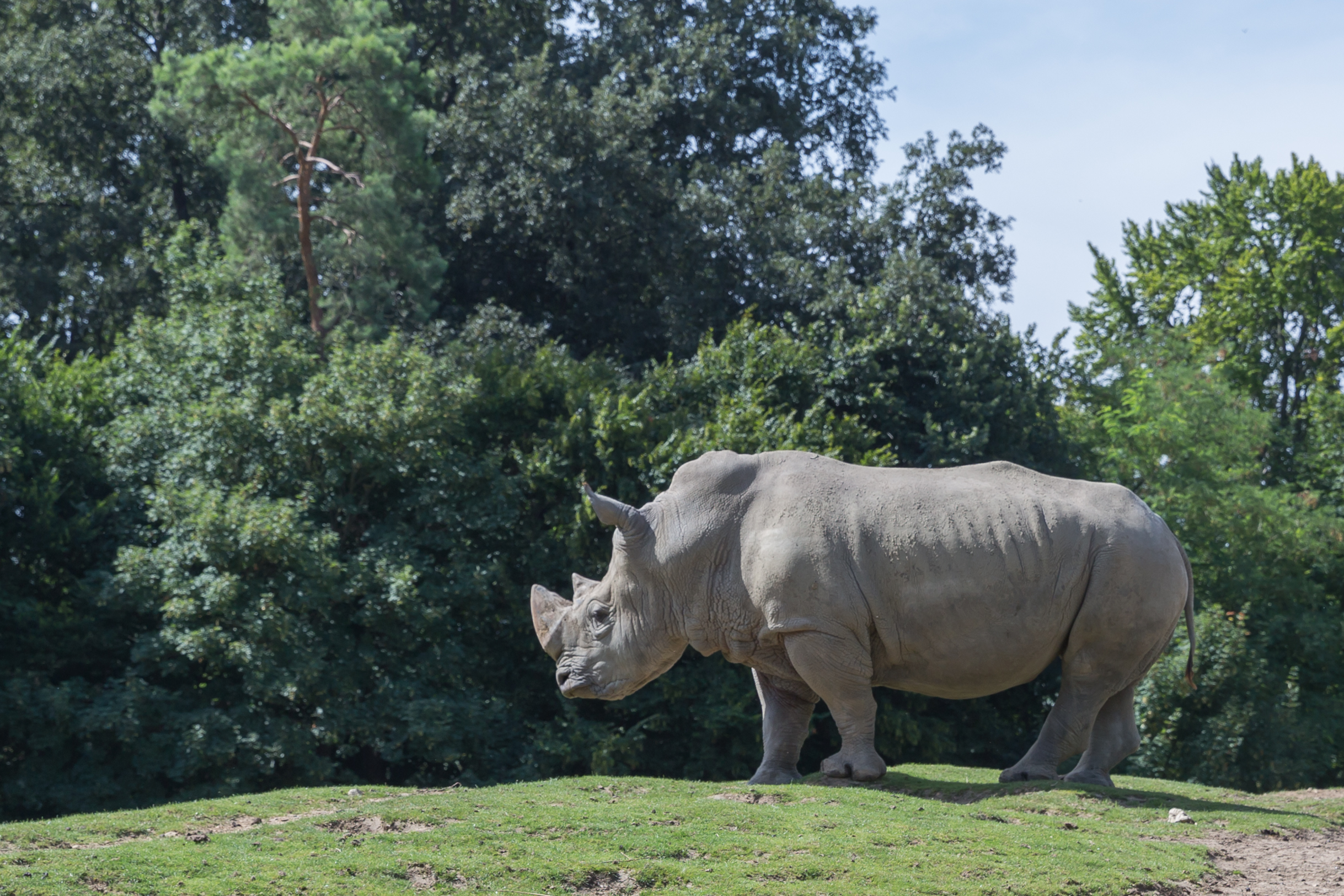
Ceratotherium simum simum (Rhinocéros blanc du Sud) au ZooParc de Beauval à Saint-Aignan-sur-Cher, France.

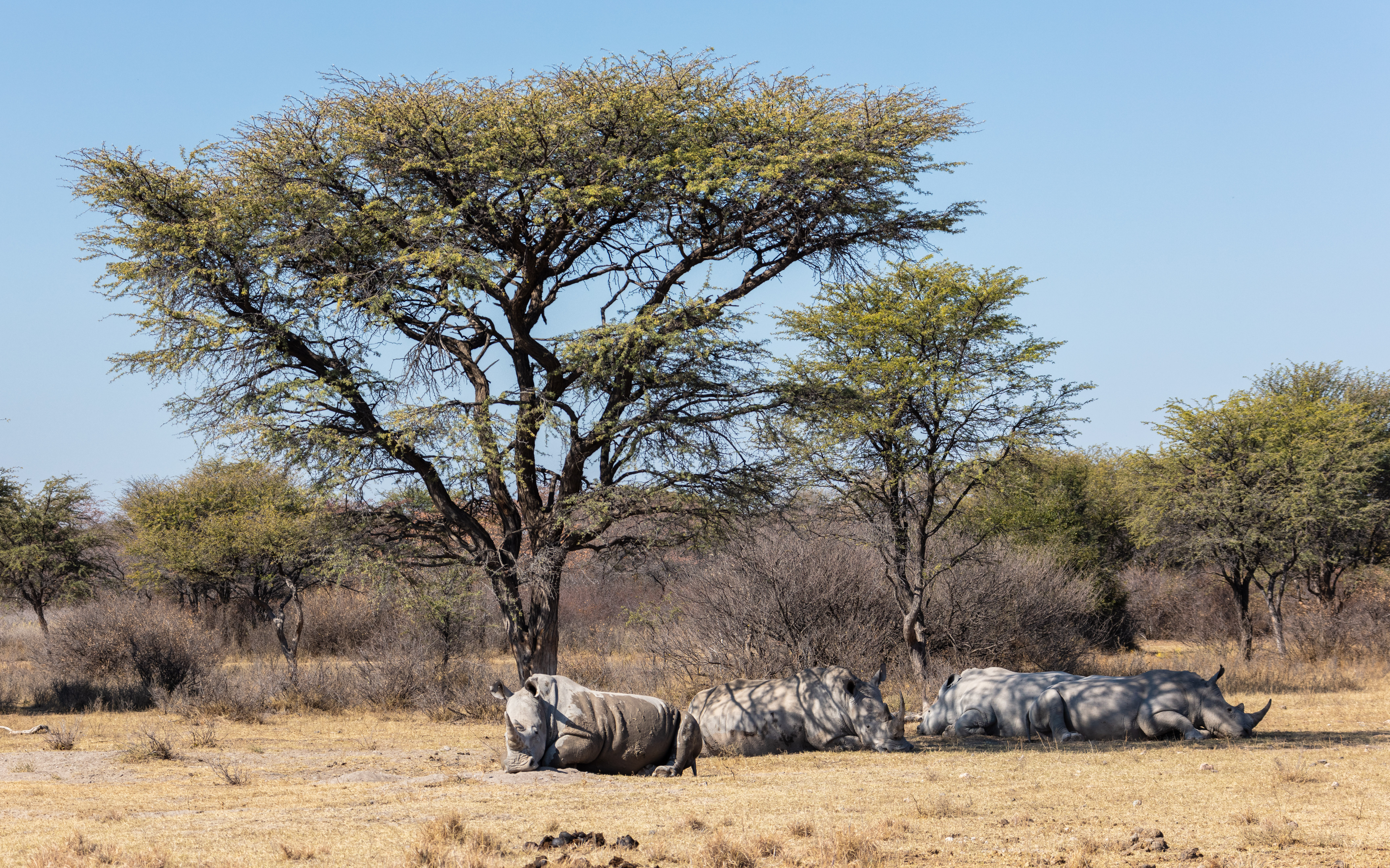
Groupe de rhinocéros blancs au Botswana.

Comme le rhinocéros blanc est moins agressif que le rhinocéros noir, on peut s'approcher de lui jusqu'à 10 m sans qu'il attaque. C'est pourquoi il est plus facile à chasser.
En 1893 on croyait l'espèce du Sud exterminée avant qu'on ne trouvât dans le Natal une petite population résiduelle de 10 à 20 animaux (20 en 1885 d'après l'UICN). Tous les rhinocéros blancs actuels en descendent. Depuis lors, la population de la réserve d'Hluhluwe-Umfolozi s'est accrue régulièrement, passant de 1 000 têtes en 1970 à 2 000 en 1980, à 4 000 en 1990 pour atteindre en 2001 le chiffre de 11 000. Aussi l'UICN a-t-elle rangé maintenant les rhinocéros blancs du Sud parmi les espèces presque sauvées. 95 % de tous les rhinocéros blancs vivant en liberté se trouvent sur le territoire de l'Afrique du Sud ; par ailleurs, un groupe a été introduit au Kenya, où il n'y avait jamais eu aucun rhinocéros blanc.
C'est en 1903 que, pour la première fois, on a décrit scientifiquement un rhinocéros blanc du Nord. Ils étaient alors encore nombreux. Les braconniers ont réussi en quelques décennies à exterminer partout cette population, sauf dans le Parc national de Garamba où en 1963 mille individus vivaient encore, sévèrement protégés. Malheureusement à cette époque la demande de cornes a fortement augmenté à cause des prétendues vertus médicinales que lui attribuait la médecine chinoise traditionnelle (TCM) et à la vogue des poignards en corne de rhinocéros dans les classes supérieures du Yémen, comme marque de standing et symbole de virilité. Comme les acheteurs d'Extrême-Orient et du Yémen étaient prêts à payer des sommes folles pour les cornes exportées en fraude, le braconnage est devenu une activité lucrative malgré le risque d'être condamné. La stabilité politique relative de l'Afrique du Sud a permis que les rhinocéros blancs fussent protégés efficacement contre le braconnage, mais le Zaïre (par la suite République démocratique du Congo) ne pouvait rien faire d'efficace. La guerre civile qui depuis 1997 y fait rage rendait presque impossibles les mesures de protection. Un comptage en 2002 n'a plus trouvé que 27 rhinocéros blancs dans la réserve de Garamba. D'après les indications de l'UICN, le domaine n'est plus menacé actuellement (2004) par la guerre civile et les garde-chasses peuvent de nouveau agir contre les braconniers ; mais comme cette situation peut changer d'un instant à l'autre, cette sous-espèce est considérée comme en grand danger (critically endangered) et se trouve au bord de l'extinction.
Comme le rhinocéros blanc du Nord est menacé par la réduction de son habitat et le braconnage, et depuis peu par la rébellion janjaweed au Darfour, des défenseurs de l'environnement ont proposé en janvier 2005 d'amener par pont aérien au Kenya les rhinocéros blancs qui restent à Garamba. Malgré l'approbation officielle obtenue d'abord, on a voulu y voir une ingérence étrangère au Congo, ce qui a repoussé l'opération jusqu'au début de 2006.
Début mai 2009, le zoo de Dvůr Kralové (petite ville de Tchéquie) donne son accord pour le transfert de quatre rares rhinocéros blancs du nord vers la réserve Ol Pejeta Conversanci au Kenya. Les animaux arrivent le 19 décembre 2009 malgré les doutes de certains scientifiques sur l'acclimatation au climat africain après s'être habitué à l'alternance de l'hiver européen.
En 2018, on ne compte plus qu'un spécimen mâle de rhinocéros blanc du Nord, Sudan, qui meurt de maladie, euthanasié le 19 mars de cette année-là. Deux femelles, Najin et sa fille Fatu, sont alors encore en vie.
Le rhinocéros blanc est inscrit à l'annexe CITES I et son commerce est interdit, sauf pour les populations d'Afrique du Sud, d'Eswatini et de Namibie pour Ceratotherium simum simum qui sont classées en annexe II.